# Спаська Полисть (селище при станції)
Спаська Полисть (рос. Спасская Полисть) — залізнична станція в Чудовському районі Новгородської області Російської Федерації.
Населення становить 24 особи. Входить до складу муніципального утворення Трегубовське сільське поселення.

## Історія
Від 2004 року входить до складу муніципального утворення Трегубовське сільське поселення.

## Населення
1. Н/Д[2]